# Indiens vicepresident
Indiens vicepresident är landets näst högsta offentliga ämbete efter Indiens president.
Om presidenten skulle tvingas avgå, avlida eller tillfälligt vara oförmögen att fungera som president tar vicepresidenten över. Normalt fungerar vicepresidenten som talman för Rajya Sabha, den övre kammaren i Indiens parlament. Vicepresidenten väljs av ett elektorskollegium bestående av ledamöterna från parlamentets bägge kamrar.

## Lista
1. Sarvepalli Radhakrishnan, 1952 - 1962
2. Zakir Hussain, 1962 - 1967
3. Varahagiri Venkata Giri, 1967 - 1969
4. G.S. Pathak, 1969 - 1974
5. B.D. Jatti, 1974 - 1979
6. M. Hitdayatullah, 1979 - 1984
7. R. Venkataraman, 1984 - 1987
8. S.D. Sharma, 1987 - 1992
9. K. R. Narayanan, 1992 - 1997
10. Krishan Kanth, 1997 - 2002
11. Bhairon Singh Shekhawat, 19 augusti 2002 — 21 juli 2007
12. Mohammad Hamid Ansari, 11 augusti 2007 — 11 augusti 2017
13. Venkaiah Naidu, 11 augusti 2017 — 11 augusti 2022
14. Jagdeep Dhankhar, 11 augusti 2022 —